# Marjan Smit
Marjan Smit (Breda, 29 september 1975) is een Nederlands softballer.
Smit kwam uit voor de verenigingen Jeka (honkbalclub), de Twins uit Oosterhout, speelde daarna bij Zwijndrecht en speelt momenteel weer bij de Twins. Ze is buitenvelder en tweede honkvrouw en slaat en gooit rechtshandig. Smit was lid van het Olympische team dat deelnam aan de zomerspelen van 2008 te Peking. Ze is lid van het Nederlands damessoftbalteam sinds 1999 en heeft tot op heden 83 interlands gespeeld. In 2002 won ze de prijs voor de meeste gestolen honken in de Nederlandse competitie. Smit werkt als commercieel adviseur.
Noémi Boekel · 
Marloes Fellinger · 
Sandra Gouverneur · 
Petra van Heijst · 
Judith van Kampen · 
Kim Kluijskens · 
Saskia Kosterink · 
Jolanda Kroesen · 
Daisy de Peinder · 
Marjan Smit · 
Rebecca Soumeru · 
Nathalie Timmermans · 
Ellen Venker · 
Britt Vonk · 
Kristi de Vries